# كلوفوكتول
كلورفوكتول (Clofoctol)'. هو مضاد حيوي كابح للبكتريا . فهو يستخدم في علاج الجهاز التنفسي والأذن، والتهابات الأنف والحلق الناجمة عن البكتيريا إيجابية الغرام

## الزمرة الدوائية
يعتبر من مضادات الجراثيم يعمل فقط ضد بكتيريا إيجابية الغرام.

## الاستطباب
- لعلاج الجهاز التنفسي والأذن والأنف والحنجرة.
- الالتهابات التي تسببها البكتيريا إيجابية الجرام.
- الأمراض المعدية التي تصيب الجهاز القصبي الرئوي.
- تفاقم حاد في التهاب الشعب الهوائية المزمن والتهاب الشعب الهوائية الحاد.
- توسع القصبات، الالتهاب الرئوي، التهاب قصبي رئوي.
- السعال، ضيق النفس، نفخة الجهاز التنفسي.

## الآثار الجانبية
- اكتئاب.
- انخفاض ضغط الدم.
- انخفاض حرارة الجسم.

## الجرعة
750 ملغ مرتين/يوم.